# Стопка

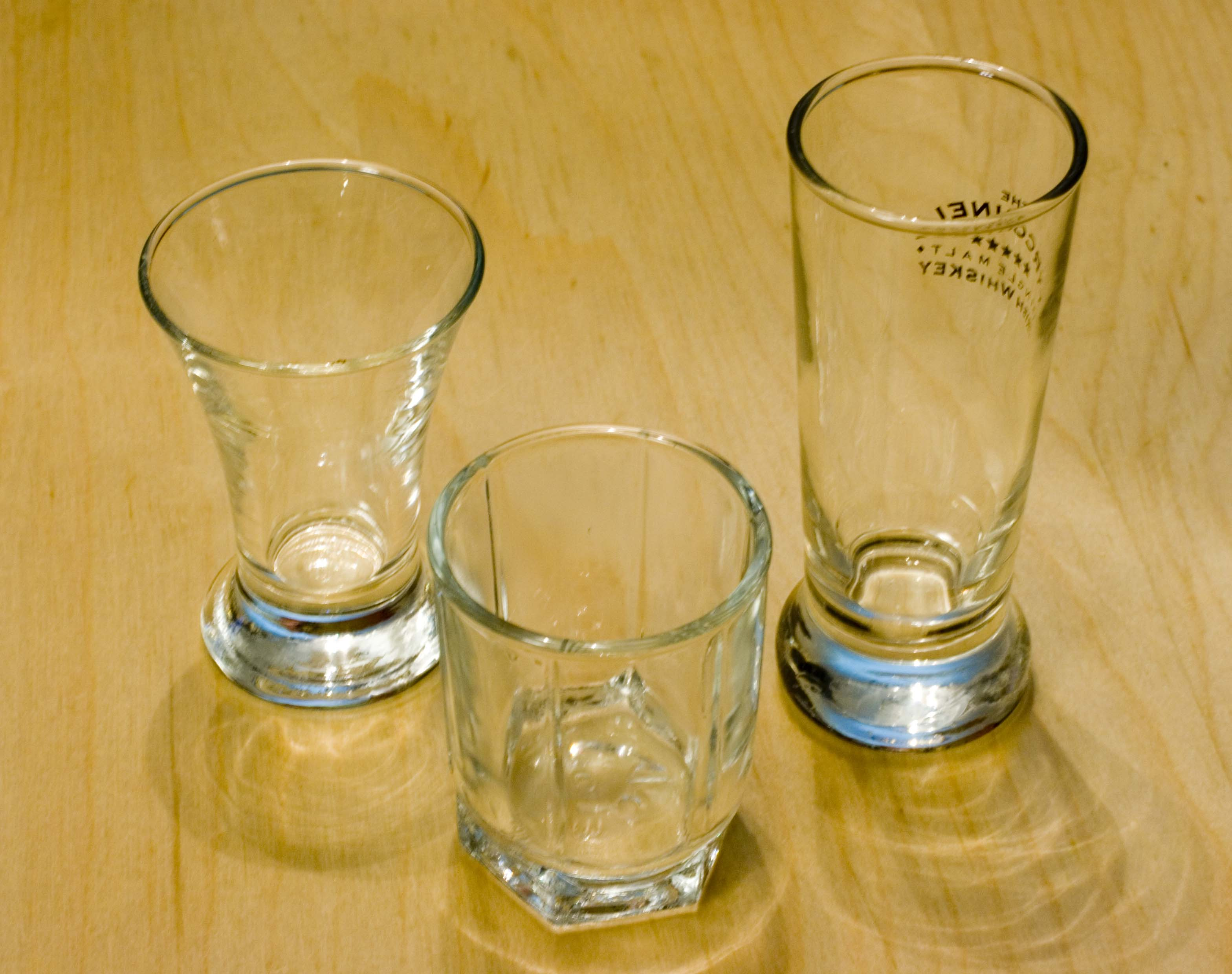
Три типові "шоти"

Сто́пка (жарг. — «стопа́рик») — невеличка склянка чи чарка ємністю не більше 100 мл та традиційно з прямими стінками, часто гранованими. Стопкою традиційно користуються для пиття міцних напоїв — горілки, настоянок.
Назва пов'язана зі «стопа» — старовинною одиницею вимірювання. Поширене виведення від слова «сто» (100 гр.) є народною етимологією.
В англомовних країнах дуже поширений аналогічний за змістом посуд шот (англ. shot, shot glass — «шот- ґлес») ємністю в 45 мл, для відмірювання однієї унції напою коктейлям «кордіал» та «шутер», які випиваються «залпом» — одним ковтком.